# Староукраинка
Староукраинка (укр. Староукраїнка) — село,
Петровский сельский совет,
Гуляйпольский район,
Запорожская область,
Украина.
Код КОАТУУ — 2321885003. Население по переписи 2001 года составляло 128 человек.

## Географическое положение
Село Староукраинка находится в 5-и км от левого берега реки Гайчур,
на расстоянии в 2 км от пгт Зализничное.
По селу протекает пересыхающий ручей с запрудой.
Рядом проходит железная дорога, станция Гуляйполе в 2,5 км.

## История
- 1924 год — дата основания.